# 아람 (성경 인물)
아람(Aram, 히브리어: אֲרָם 아람)은 히브리어 성경의 창세기 10장에 나오는 민족표에 따르면 셈의 아들이며, 우스, 훌, 게델, 마쉬 또는 메섹의 아버지이다. 역대기에는 아람, 우스, 훌, 게델, 메섹이 셈의 후손으로 언급되어 있지만, 아람이 나머지 넷의 아버지라고 명시되어 있지는 않다. 구약성경에서 아람은 일반적으로 고대 시리아의 아람인들의 에포님으로 여겨진다.

## 이름
아람(אֲרָם‎, Aram)이라는 이름은 빌헬름 게제니우스에 따르면 어원적으로 "높이, 높은 지역"을 의미하며, 스트롱의 용어색인에 따르면 "고지대"를 의미하며 히브리어 단어 #758로 언급된다.

## 마소라 본문

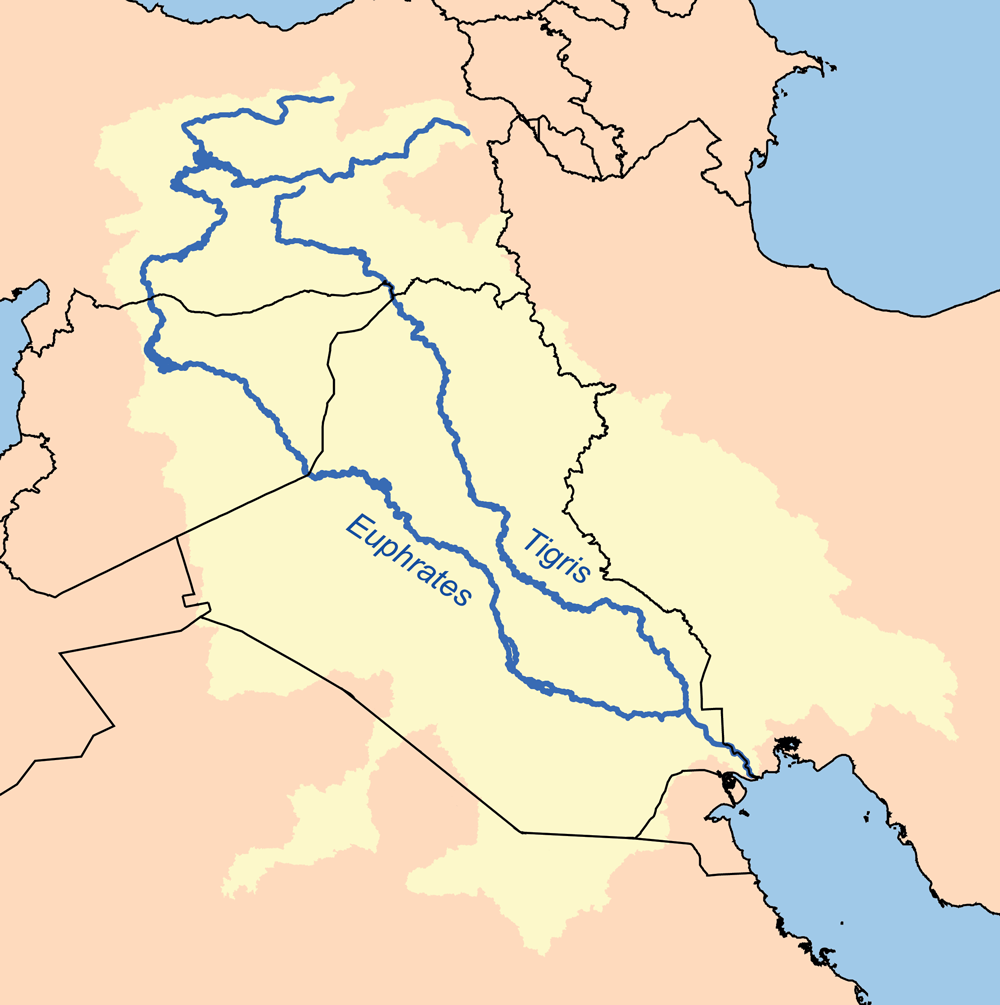
유프라테스강과 티그리스강이 아라라트(튀르키예)에서 아람(시리아)을 거쳐 아시리아(이라크)로 흐르다가 페르시아만으로 들어간다.

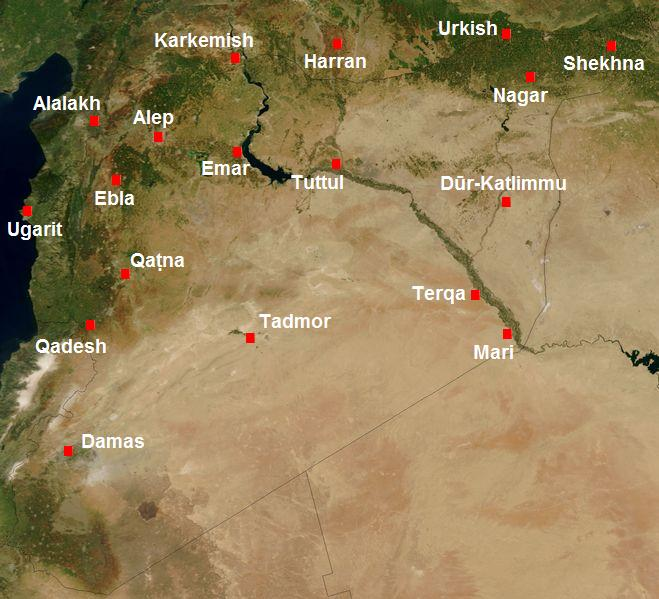
기원전 2천년기 시리아 도시들 (왼쪽부터 시계 방향): 우가리트, 에블라, 알레포, 하란 그리고 마리.

마소라 본문은 아람인을 히브리어 단어 ארמי '아람미'로 적는다. 밧단아람의 아람인 브두엘은 이사악의 장인으로 확인된다. 브두엘의 아들인 라반 또한 밧단아람의 하란에 살았던 아람인으로 언급된다. 신명기 26:5는 야곱과 그의 할아버지 아브라함이 한때 시리아에 살았다는 사실 또는 야곱이 시리아인 어머니의 아들이었음을 암시하는데, 본문은 다음과 같다.
"너는 네 하나님 여호와 앞에 아뢰기를 '내 아버지는 유리하는 아람 사람으로서 애굽에 내려가 소수의 사람으로 거기 거류하다가 거기서 크고 강하고 번성한 민족이 되었나이다' 할지니라."
히브리어 단어 רמי rammîy는 역대하 22:5에서 발견되며, 역시 아람인 또는 시리아인으로 번역된다. 아람-나하라임("두 강 사이의 아람") 지역은 바단-아람과 하란(또는 하란) 도시를 포함하며, 하란은 성경에 열 번 언급된다. 이 지역은 전통적으로 아람의 후손들이 거주하는 곳으로 여겨지며, 아람 다마스쿠스와 아람 르홉을 포함하는 인근 아람 땅도 그러하다. 다윗은 아람-나하라임과 아람-소바와의 싸움에 대해 기록했다(시편 60편, 제목). 아람-나하라임은 영의 문자 번역에서 다섯 번 언급된다.

## 희년서
희년서(9:5,6)에 따르면, 아람 후손들이 상속받을 땅은 티그리스강과 유프라테스강 사이의 모든 땅을 포함하며, "칼데아 북쪽에서 앗수르 산맥과 아라라 땅의 경계까지"이다.
"북쪽의 앗수르 산맥과 엘람, 앗수르, 바벨, 수산, 마에다이의 모든 땅"(페르시아, 아시리아, 바빌로니아, 메디아, 즉 마대의 아들인 메디아인)은 셈의 아들들에게 분배되었으며(희년서 8:21), 희년서의 아람에 대한 진술과 일치하게 아람인들은 역사적으로 이곳 북부, 특히 중부 시리아에서 우세했는데, 이곳은 기독교가 전파되기 전에 아람어가 링구아 프랑카 또는 공통어였다.

## 아람인에 대한 역사적 언급의 고대성
지리적 이름이 나열된 에블라 비문에는 지명 A-ra-mu가 나타나며, 인근 알레포를 지칭하는 에블라어 용어 Armi는 에블라 점토판(기원전 약 2300년)에 자주 등장한다. 아카드어로 기록된 나람신의 비문은 아르만(즉 알레포)과 에블라를 밀접하게 연관시켰다. 나람신의 연대기(22세기) 중 하나는 그가 북부 산맥의 시무룸을 상대로 한 원정 중에 "A-ra-me의 엔시(아람은 속격형으로 보임)"인 두불을 포획했다고 언급한다.
"아람"이라는 장소나 사람들에 대한 다른 초기 언급들은 마리 (기원전 약 1900년)와 우가리트 (기원전 약 1300년)의 기록 보관소에서 발견되었다.
티그라트-필레세르 1세 (기원전 약 1100년)는 후기 연대기의 인상에서 아람인들을 언급했다:
"나는 아람인 아흘라무를 쫓아 유프라테스강을 28번 건넜으며, 한 해에 두 번 건넜다." (kurAḫ-la-me-e kurAr-ma-a-iameš).
티그리스강 동쪽에도 아르만이라는 도시가 있었을 수도 있다.
셈족의 폭풍의 신인 하닷은 아람과 우가리트의 수호신이었다. 아람(시리아)의 왕은 벤-하닷(영어: 하닷의 아들; 아람어: 바르-하닷)이라고 불렸다.

## 이슬람에서
이슬람 예언자 후드는 이슬람 학자들에 의해 아람의 후손으로 여겨진다. 후드는 쿠란에 따르면 아라비아의 아드에서 설교했다고 전해진다. 이 도시의 이름조상인 아드는 아람의 아들 중 한 명인 우스의 아들로 간주된다.
쿠란의 후드 장(제11장)에는 아드 백성이 언급되어 있으며, 44절에서는 "산과 같은 파도가 죄인들에게 벌을 내린" 후에 노아의 배가 주디산에 정박했다고 묘사된다.
이슬람 예언자 살리흐도 아람의 후손으로 전해진다.